# Office central pour la répression de la grande délinquance financière
L’Office central pour la répression de la grande délinquance financière ou OCRGDF est un service français chargé de lutter contre le blanchiment d'argent, le financement du terrorisme et l'escroquerie.
Créé en 1990 à la suite du Sommet de l'Arche, c'est un service spécial de la Sous-direction de la lutte contre la criminalité organisée et la délinquance financière (SDLCODF) de la direction centrale de la Police judiciaire.
Son rôle est de coordonner l'action des services de police et de gendarmerie. Il enquête notamment sur les déclarations de soupçon transmises par Tracfin. Il est également chargé de la coopération avec Europol et Interpol.
Il était dirigé par le commissaire divisionnaire Jean-Marc Souvira jusqu'en août 2015.